# Deep, Deep Trouble
«Deep, Deep Trouble» es una canción Hip hop del álbum The Simpsons Sing the Blues. Fue lanzado como el segundo sencillo del álbum, producido por John Boylan y DJ Jazzy Jeff y escrito por Matt Groening y DJ Jazzy Jeff.

## Lista de éxitos
Deep, Deep Trouble alcanzó un séptimo lugar en las listas de éxitos del Reino Unido en UK Singles Chart. En Suecia llegó a la lista de éxitos en mayo de 1991 y se mantuvo en el puesto trece donde permaneció durante seis semanas. En Australia ocurrió lo mismo, donde alcanzó un trigesimoquinto lugar en las listas. Por último, en los Estados Unidos, tan solo obtuvo el puesto sesenta y nueve, el puesto más bajo en el que estuvo una canción de Los Simpson en este país.

## Video musical
El video musical de la canción fue muy conocido, por lo que se incluyó entre los extras en el cuarto DVD de la segunda temporada de Los Simpson.

### Cantantes
- Nancy Cartwright (Bart Simpson)
- Dan Castellaneta (Homer Simpson)
- Coros

## Lista de canciones
CD sencillo
1. «Deep, Deep Trouble» (LP Versión)
2. «Deep, Deep Trouble» (Dance Mix edit)
3. «Deep, Deep Trouble» (Full Dance Mix)
4. «Springfield Soul Stew» (LP Versión)

## Posicionamiento
| Listas (1991)          | Posición |
| ---------------------- | -------- |
| UK Singles Chart       | 7        |
| U.S. Billboard Hot 100 | 69       |